# Lijst van spelers van RBC
Dit is een lijst van voetballers die minimaal één officiële wedstrijd hebben gespeeld in het eerste elftal van de Nederlandse voormalig profclub RBC of RBC Roosendaal.

## A
- Jorge Acuña
- Theo Adan
- Maikel Aerts
- Arno Akkermans
- Mustafa Akşit
- Zlatko Arambašić
- Sjoerd Ars
- Wilco Arts
- Eric Atuahene

## B
- Winston Bakboord
- Jaimy Bakkenes
- Richie Basoski
- Clemens Bastiaansen
- Jürgen Belpaire
- Jacob van den Belt
- Khalid Benlahsen
- Anès Beslija
- Barry Bierstekers
- Regi Blinker
- Maarten Boddaert
- Dick de Boeff
- Johan van de Boom
- René van de Boom
- Geert Bouwman
- Miodrag Božović
- Joey Brock
- Ruud Brood
- Frank Brugel
- Marvin Brunswijk
- Piet Bruyninckx
- Jan Bruyns
- Mukwayanzo Bulayima
- Mike But

## C
- Gijs Cales
- Christol van Campenhout
- Leo van Campenhout
- Marcel Cas
- Tjaronn Chery
- Filip Chlup
- Arjan Christianen
- Sjoerd Conrad
- Kees Cools
- Rini Coolen
- Ton Cornelissen

## D
- Björn Daelemans
- Chris Dekker
- Sven Delanoy
- Hans Denissen
- Kévin Diaz
- Khalid Didi
- Marijn van Dijk
- Meindert Dijkstra
- Sieb Dijkstra
- Niels Dominicus
- Emiel Dorst
- Darl Douglas
- Petr Dragoun
- Mels van Driel
- Patrick Duarte
- Édouard Duplan

## E
- Arjan Ebbinge
- Jeroen van Empel

## F
- Adam Farouk
- Melvin Fleur
- Jahmill Flu
- José Fortes Rodriguez
- Mike Franks
- Wendel Fräser
- Erwin Friebel
- Marc Frijters

## G
- Martijn van Galen
- John van Gastel
- Jan van Gestel
- Rinus Gillisse
- Fred Gillissen
- Richard van Gils
- Jan van Gorp
- Edwin de Graaf
- Roel de Graaff
- Donny de Groot
- Edwin Grünholz
- Danny Guijt
- Umut Gündoğan

## H
- Johan den Haan
- Jesper Håkansson
- Pierre van Hal
- Elvis Hammond
- Issam Ahmar El Hank
- Cees van Haperen
- Nicky Hayen
- Remco Heerkens
- Kees van der Heijden
- Pascal Heije
- Pascal Heijnen
- Eric Hellemons
- Marcel van Helmond
- Cees Hendrikx
- Damien Hertog
- Danny Hesp
- Laurens ten Heuvel
- Vic van Hoek
- John Hoeks
- Rini Hoevenaars
- Ruben Hollemans
- Pierre van Hooijdonk
- Piet Hopstaken
- Robert Hopstaken
- Werner Hopstaken
- Thieu Houben
- René Houtzager

## I
- Pius Ikedia
- Tomasz Iwan

## J
- Johan Jacobs
- Felino Jardim
- Ad de Jong
- Nick de Jong
- Gerrie Jumelet
- Peter Jungschläger
- Albert Jurgens

## K
- Lloyd Kammeron
- Sander Keller
- Peter Kepers
- Benny Kerstens
- Ali El Khattabi
- Boris Knebel
- George Knobel
- Melvin Koetsier
- Wim Koevermans
- Gerry Koning
- Jeffrey Kooistra
- Copain Kortland
- Sampo Koskinen
- Paul Kpaka
- Sander Kruis
- Martijn Kuiper
- Kees Kwakman

## L
- Sidney Lammens
- John Lammers
- Björn Langeveld
- Paul de Lange
- Eric Lankers
- Peter Laseroms
- Theo Laseroms
- Stephen Laybutt
- Cor Lazeroms
- Vlatko Lazić
- Illary van der Lee
- Jan Leendertse
- Melvin de Leeuw
- Cees van der Linden
- Junior Livramento
- Yannick Lodders
- Niels Lodewijk
- John van Loenhout
- Jo van Loon
- Santinho Lopes Monteiro
- Tyrone Loran
- Ramon Luijten

## M
- Nicky Maas
- Arjan Magielse
- Fouad Makhout
- Edgar Marcelino
- Benjamin Martha
- Cuco Martina
- Peter Maseland
- Ivica Matijašić
- Antoine Matthijssen
- Toine Matthijssen
- Ken van Mierlo
- Oscar Moens
- Johan Molenaar
- Mario Molenaar
- Robert Molenaar
- Iderlindo Moreno Freire
- Pieter de Munnik
- Riga Mustapha
- John Mutsaers

## N
- Lesley Nahrwold
- David Nascimento
- Gregory Nelson
- Marcel van der Net
- Jörg van Nieuwenhuijzen
- Robin van Nijnatten
- Wim van Nijnatten
- Erwin de Nijs
- Pablo Niño
- Frie Nouwens
- Erwin Nuytinck

## O
- Ronald van Oeveren
- Azubuike Oliseh
- Piet van Osta
- Peter den Otter
- Pauwie Otto
- Geert den Ouden
- Fouad Ouled Ali
- Charlie van den Ouweland
- Ömer Özpoyraz

## P
- Frits Paap
- Rob Penders
- Tim Peters
- Ariën Pietersma
- Mitchell Piqué
- Jurriaan van Poelje
- Sjaak Polak
- Wesley Pollemans
- Joran Pot

## R
- Carlos Ramos
- Esad Razić
- Iwan Redan
- Bennie Redel
- Jordan Remacle
- Peter Remie
- Stefano Ricci
- Jeroen Rigbers
- Sjack van Rijsbergen
- Niek Ripson
- Geert Rockx
- Jurgen Roeken
- Adri Roks
- Dolf Roks
- René Rommens
- Wim de Ron
- Akram Roumani

## S
- Said Saidi Amor
- Frans Salawane
- Maarten Schops
- John Schot
- Frans Schouw
- Peter Schouw
- Sjoerd Schrier
- Ralf Seuntjens
- Yama Sharifi
- Lassana Sidibe
- Ebrima Sillah
- Jimmy Simons
- Marcel van der Sloot
- Tim Smolders
- Sébastien Stassin
- Saša Stojanović
- Robert Stols
- Kevin Stoutjesdijk
- Mark Swinkels
- Rik Schouw

## T
- John Taks
- Koos Teuns
- Ode Thompson
- Tininho
- Cees Toet
- Clyde Tol
- Toto
- Ignacio Tuhuteru

## U
- Rodney Ubbergen

## V
- Henk Valkenburg
- Pepijn Veerman
- John Veldman
- Birger Van de Ven
- Henk van de Ven
- Maurice Verberne
- Hans Verèl
- Anton Vergouwen
- Ivo Vergouwen
- Floor Verhagen
- Lee Verheyden
- Mark Verhoeven
- Kees Vermunt
- Louis Verstraaten
- Kevin de Vet
- Juan Viedma Schenkhuizen
- Jeffrey Vlug
- Gerrie Voets
- Wilko de Vogt
- Mark Volders
- Henk Vos
- Chris de Vries

## W
- Raymond de Waard
- Carlos van Wanrooij
- Harald Wapenaar
- Jan van de Water
- Nyron Wau
- Frank Weijers
- Leo Wesel
- Jeroen van Wetten
- Erwin van der Woerdt
- Nordin Wooter
- Raoul Woudstra
- Peter Wubben

## Y
- Adem Yaran
- Mohammed Ali Yeral
- Ferdy Yilmaz
- Sammy Youssouf

## Z
- Cor van Zandvliet
- Ton van Zandvliet
- Angelo Zimmerman
- Jordy Zuidam
- Jac van Zundert
- Michel van Zundert